# اچ‌ام‌اس دوریس (۱۸۹۶)
اچ‌ام‌اس دوریس (۱۸۹۶) (به انگلیسی: HMS Doris (1896)) یک کشتی بود که طول آن ۳۵۰ فوت (۱۰۶٫۷ متر) بود. این کشتی در سال ۱۸۹۶ ساخته شد.